# Jason O'Halloran

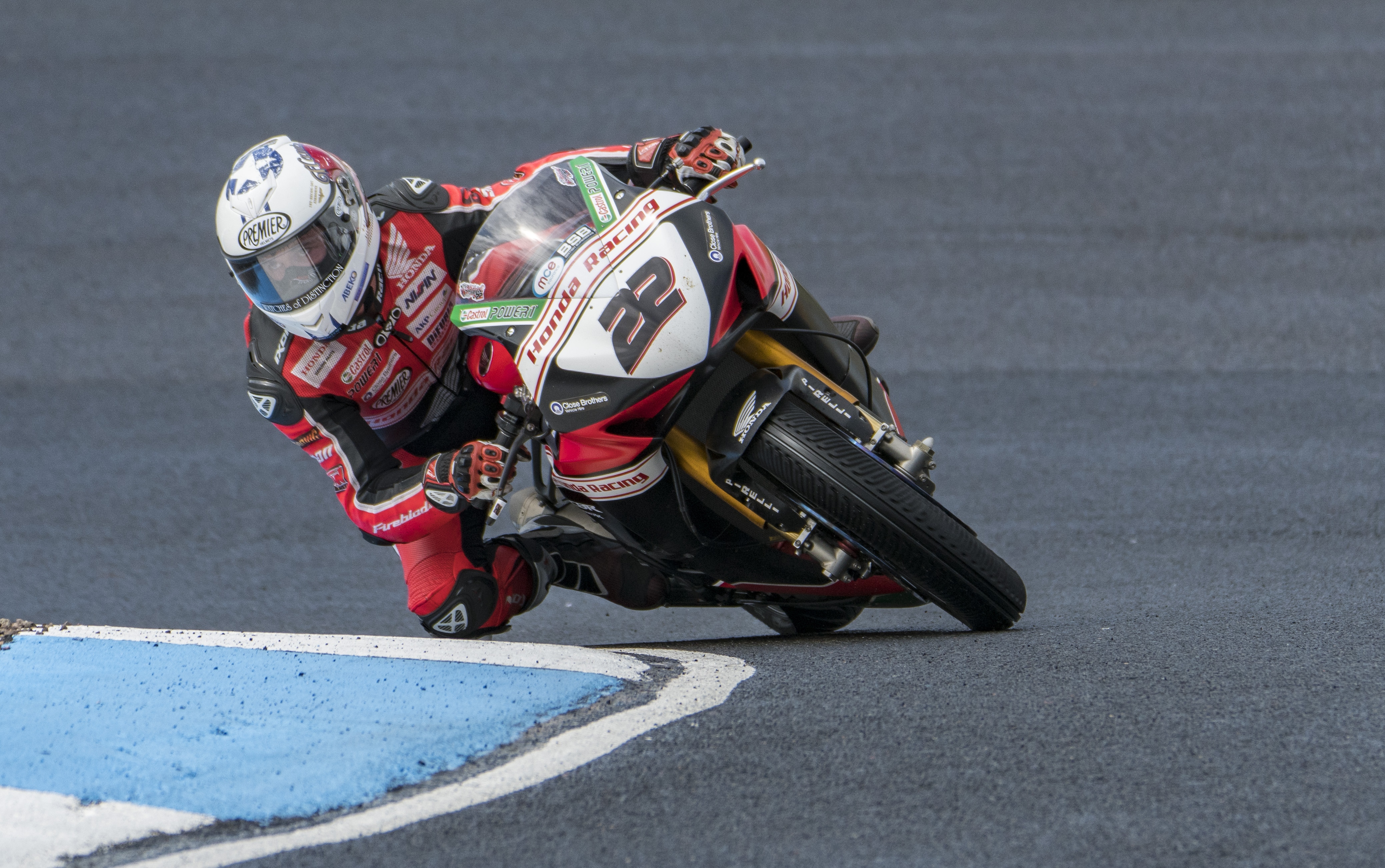
Jason O'Halloran op het Knockhill Racing Circuit in 2016.

Jason O'Halloran (Wollongong, 30 december 1987) is een Australisch motorcoureur.

## Carrière
O'Halloran werd in 2007 kampioen in het Australisch kampioenschap Supersport. Dat jaar reed hij tevens voor het eerst in een internationaal kampioenschap, toen hij in het wereldkampioenschap Supersport in de race op Brno op een Yamaha voor het team Yamaha World SSP Racing twaalfde werd.
In 2008 stapte O'Halloran over naar het Australisch kampioenschap superbike, waarin hij vierde werd. Tegen het eind van het seizoen stapte hij over naar het Brits kampioenschap superbike en reed hier in de laatste drie raceweekenden op een Honda, waarin een zevende plaats op Silverstone zijn beste resulaat was. In 2009 tekende hij een contract om een volledig jaar in deze klasse te rijden, maar na zes van de twaalf raceweekenden, waarin twee achtste plaatsen zijn beste race-uitslagen waren, werd hij vervangen door Michael Rutter. Later dat jaar keerde hij eenmalig terug in het WK Supersport op een Honda bij het team Honda Althea Racing, waar hij in Brno als vervanger van Flavio Gentile reed.
In 2010 kwam O'Halloran uit in het Brits kampioenschap Supersport op een Yamaha. Drie vierde plaatsen waren zijn beste race-uitslagen en hij werd met 94 punten achtste in het klassement. In 2011 reed hij op een Honda in de eerste vier races van het Brits kampioenschap Superstock. Hij stond op zowel Brands Hatch als het Croft Circuit op het podium, waardoor hij met 61 punten negende in de eindstand werd. In 2012 reed hij een volledig seizoen in deze klasse, waarin hij drie zeges op Donington Park, het Snetterton Motor Racing Circuit en Brands Hatch behaalde. Met 157 punten werd hij tweede in de eindstand. Ook reed hij in het laatste weekend van het Brits kampioenschap superbike op Brands Hatch als vervanger van de vertrokken Ian Lowry en werd hierin tweemaal elfde.
In 2013 keerde O'Halloran terug in het Brits kampioenschap Supersport op een Honda. Hij stond viermaal op het podium op Oulton Park, Cadwell Park, Donington Park en het TT Circuit Assen. Met 211 punten werd hij zesde in de eindstand. Ook debuteerde hij dat jaar in de Moto2-klasse van het wereldkampioenschap wegrace op een Motobi bij het team JiR Moto2 als vervanger van de vertrokken Mike Di Meglio in de races in Groot-Brittannië en San Marino. In 2014 keerde hij terug naar het Brits kampioenschap Superstock, waar hij races won op Donington Park en Brands Hatch. Met 232 punten werd hij tweede in het eindklassement.
In 2015 keerde O'Halloran terug in het Brits kampioenschap superbike bij het fabrieksteam van Honda. Hij behaalde twee podiumfinishes op Snetterton, maar brak zijn dijbeen bij een ongeluk op het Thruxton Circuit en moest hierdoor de tweede seizoenshelft missen. Met 103 punten werd hij uiteindelijk dertiende in de eindstand. In 2016 reed hij een volledig seizoen en won hij zijn eerste race in de klasse op Snetterton. In de rest van het jaar stond hij nog zes keer op het podium, waardoor hij met 568 punten als vijfde eindigde. In 2017 won hij weliswaar geen races, maar stond hij wel viermaal op het podium en werd hij met 567 punten wederom vijfde in de eindstand. In 2018 behaalde hij drie podiumfinishes en werd hij met 176 punten achtste in het kampioenschap. Dat jaar debuteerde hij tevens in het wereldkampioenschap superbike in het raceweekend op Imola als vervanger van de geblesseerde Leon Camier, maar kwam hier in geen van beide races aan de finish.
In 2019 stapte O'Halloran binnen het Brits kampioenschap superbike over naar het team McAMS Yamaha. Hij eindigde enkel op Assen op het podium en werd met 195 punten tiende in het eindklassement. In 2020 won hij drie races: twee op Oulton Park en een op Brands Hatch. Met 267 punten werd hij achter Josh Brookes tweede in het klassement. In 2021 had hij een sterke seizoensstart met een driedubbele overwinning op zowel Oulton Park als Thruxton. Ook op Brands Hatch, Donington Park, Cadwell, Snetterton en Silverstone behaalde hij zeges. In de laatste drie racweekenden werden zijn resultaten echter minder, waardoor hij terugzakte naar de derde plaats in de eindstand met 1162 punten, achter Tarran Mackenzie en Tommy Bridewell.
In 2022 won O'Halloran zeven races: twee op Donington Park, het Knockhill Racing Circuit en Thruxton en een op Brands Hatch. Met 1087 punten eindigde hij als vijfde in het klassement. In 2023 behaalde hij drie zeges op Thruxton en twee op Donington Park en werd hij met 365,5 punten zesde in de eindstand. In 2024 hield zijn team McAMS Yamaha op te bestaan en stapte hij over naar Completely Motorbikes, waar hij op een Kawasaki reed. Hij won een race op Donington Park en stond ook op Thruxton eenmaal op het podium. Hij moest wel meerdere races vanwege blessures missen. Met 187 punten werd hij dertiende in het kampioenschap.
In 2025 keerde O'Halloran terug in het WK superbike, waarin hij voor het fabrieksteam van Yamaha in het weekend op Portimão optrad als vervanger van de geblesseerde Jonathan Rea.